# Alexander Atkinson Lawrence, Jr.
Pour les articles homonymes, voir Atkinson et Lawrence.
Alexander Atkinson-Lawrence, Jr (né le 28 décembre 1906 - mort le 20 août 1979) est un juge fédéral des États-Unis. 

## Biographie
Né à Savannah, en Géorgie, Alexander Lawrence a reçu une licence en art à l'Université de Géorgie en 1929, et a étudié le droit pour entamer une carrière juridique au début des années 1930. Il exerce sa profession de manière libérale dans sa ville natale de 1931 à 1968.
Le 17 juillet 1968, Alexander Lawrence a été nommé par le président Lyndon B. Johnson au siège de la United States District Court for the Southern District of Georgia (en), laissé vacant par Francis Muir Scarlett (en). Alexander Lawrence a été intronisé par le Sénat des États-unis le 25 juillet 1968, et a reçu son mandat le jour même. Il a servi en tant que juge en chef de 1970 à 1976, et continua de rendre occasionnellement la justice sous le statut de juge senior (en) après sa retraite, prise le 2 août 1978. Il exerça cette fonction jusqu'à sa mort à Savannah en 1979.
- (en) Cet article est partiellement ou en totalité issu de l’article de Wikipédia en anglais intitulé « Alexander Atkinson Lawrence, Jr. » (voir la liste des auteurs).